# Anna Amalia von Braunschweig-Wolfenbüttel

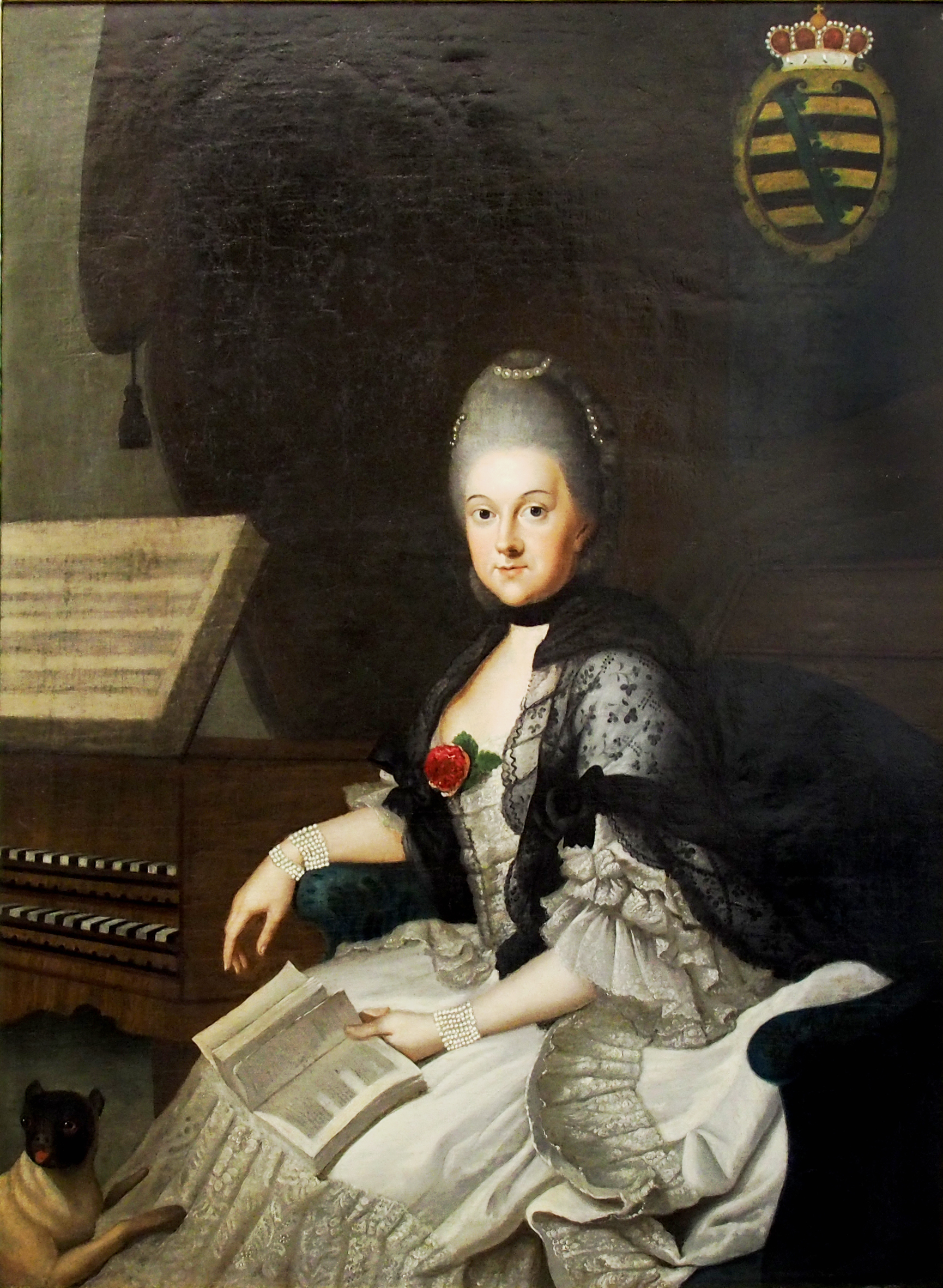
Herzogin Anna Amalia von Sachsen-Weimar und Eisenach, geborene Prinzessin von Braunschweig-Wolfenbüttel, Gemälde von Johann Ernst Heinsius (1769)

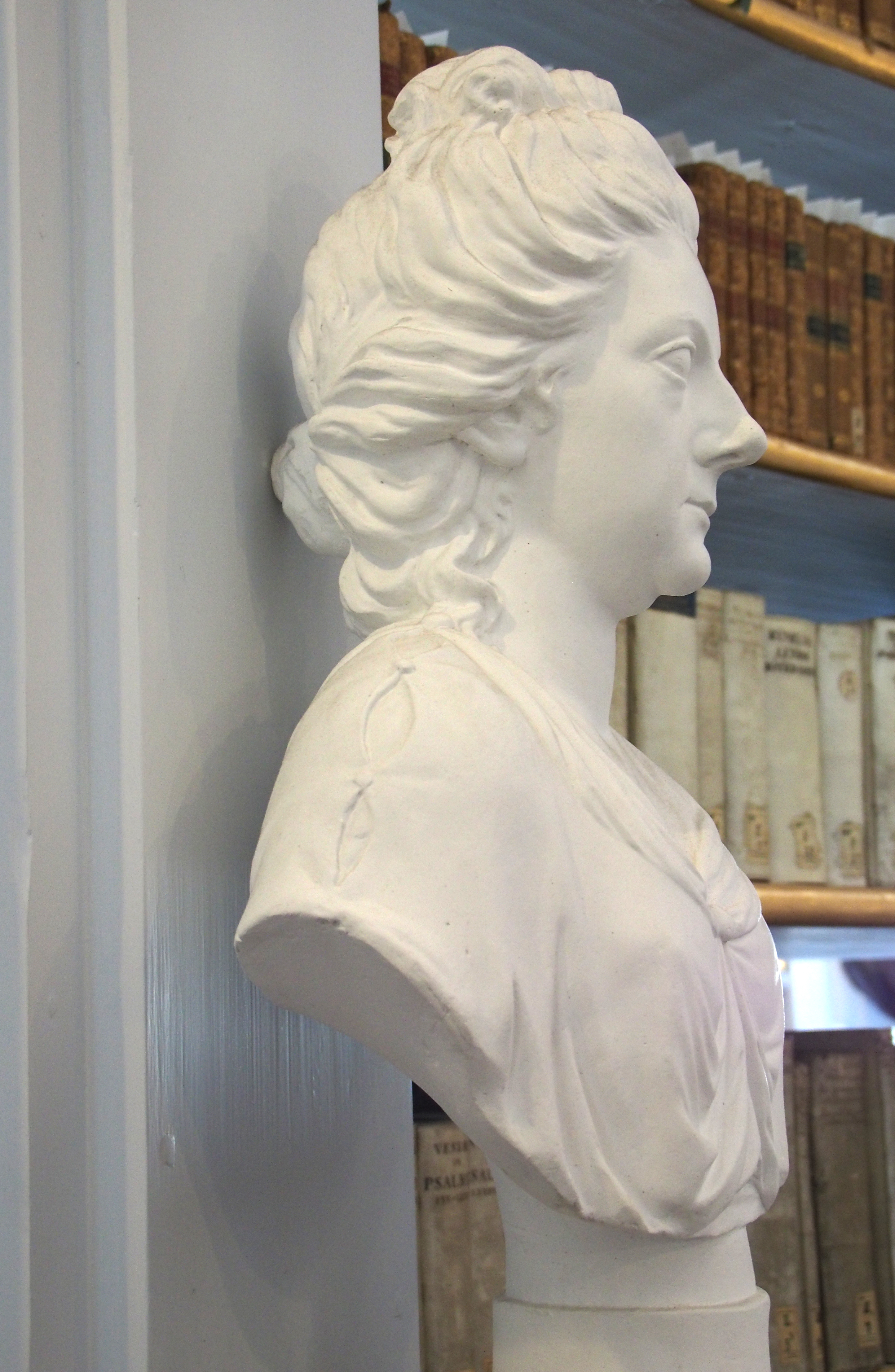
Büste der Herzogin in der Herzogin Anna Amalia Bibliothek von Martin Gottlieb Klauer (1780)

Anna Amalia von Braunschweig-Wolfenbüttel (* 24. Oktober 1739 in Wolfenbüttel; † 10. April 1807 in Weimar) war eine deutsche Regentin, Mäzenin und Komponistin. Durch Heirat war sie Herzogin von Sachsen-Weimar und Eisenach geworden.

## Biografie

### Herkunft und Jugend

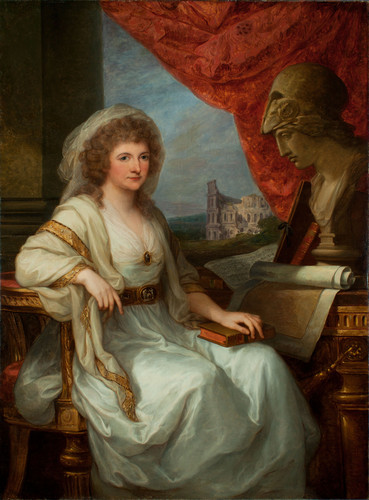
Anna Amalia von Braunschweig-Wolfenbüttel (1788/1789) von Angelika Kauffmann

Anna Amalia wurde am 24. Oktober 1739 als fünftes von dreizehn Kindern des Herzogpaares Philippine Charlotte (geborene von Preußen) (1716–1801) und Karl I. von Braunschweig-Wolfenbüttel (1713–1780) im Wolfenbütteler Schloss geboren. Sie erhielt eine für Prinzessinnen des Hochadels standesgemäße Bildung, vor allem durch die Theologen Johann Friedrich Wilhelm Jerusalem und Matthias Theodor Christoph Mittelstädt. Der Religionsunterricht bildete den wichtigsten Bestandteil der Erziehung, der sowohl auf Deutsch als auch auf Französisch abgehalten wurde. Anna Amalias Erziehung folgte den protestantischen Traditionen des Braunschweiger Hauses, aber integrierte auch ‚vernünftige’ Erkenntnisprinzipien und konfessionell ausgleichende Gedanken. Außerdem wurde sie in Staaten-, Regenten- und Reichsverfassungsgeschichte, Geografie und den schönen Künsten unterrichtet, lernte also Tanzen und Klavierspielen.

### Familie

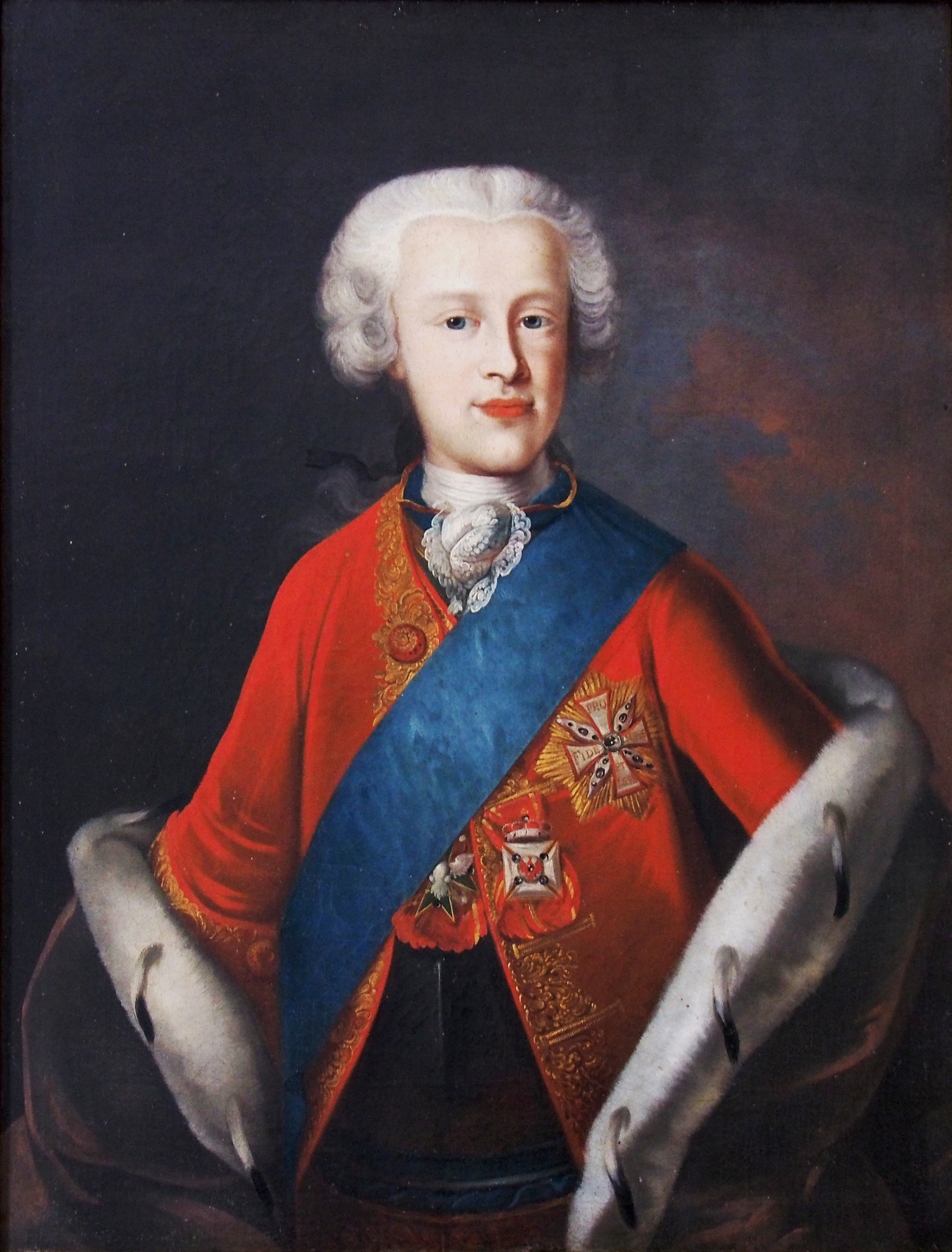
Ernst August II. von Sachsen-Weimar und Eisenach

Die sechzehnjährige Prinzessin wurde am 16. März 1756 mit dem ebenfalls evangelisch-lutherischen Herzog Ernst August II. Constantin von Sachsen-Weimar und Eisenach vermählt. Am 3. September 1757, kurz vor ihrem 18. Geburtstag, erfüllte sie mit der Geburt des Erbprinzen Carl August die wichtigste dynastische Erwartung. Ihr zweiter Sohn Friedrich Ferdinand Constantin kam nach dem frühen Tod ihres Mannes (28. Mai 1758), am 8. September 1758 zur Welt. Anna Amalia blieb bis zu ihrem Tod am 10. April 1807 verwitwet.

### Regentschaft

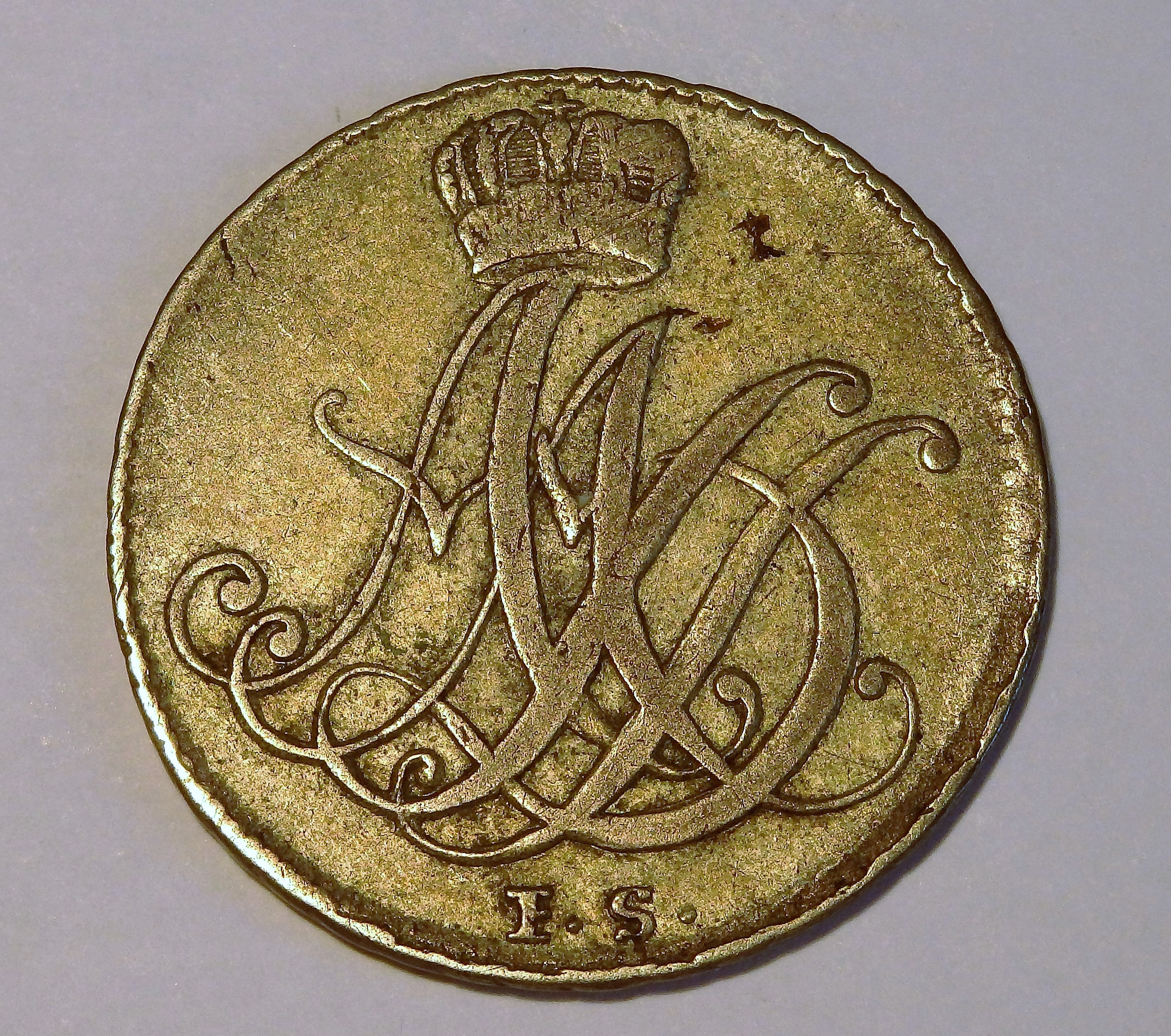
Anna Amalias Monogramm auf 1/6-Taler von 1764

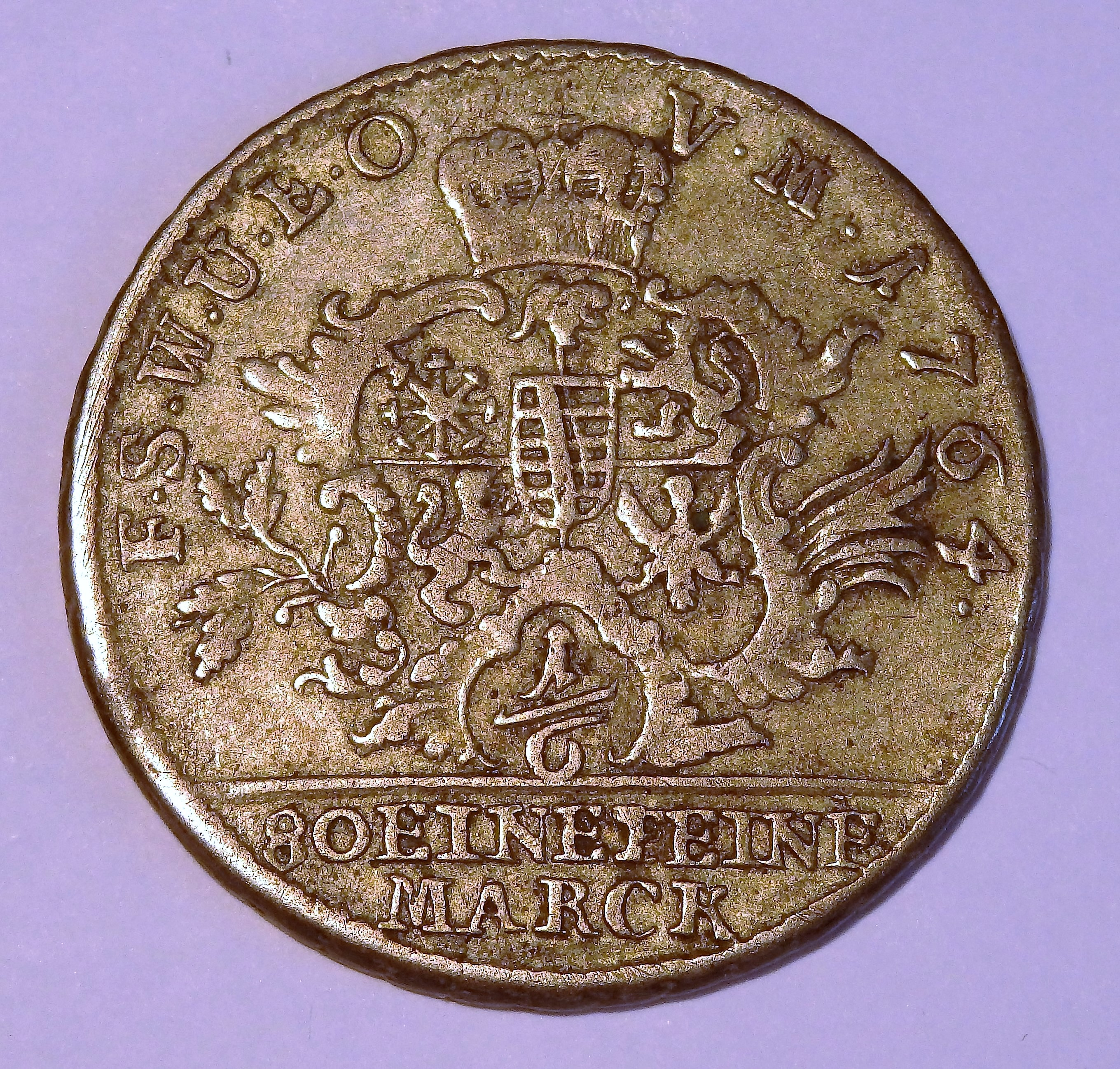
Wertseite 1/6-Taler mit F.S.W.U.E.O V.M. als Umschrift

Gemäß der testamentarischen Verfügung ihres Mannes führte die Herzogswitwe seit dem 30. August 1759 die obervormundschaftliche Landesadministration (Regentschaft) in den Herzogtümern Weimar und Eisenach für ihre unmündigen Söhne. Die mit ihrem Monogramm versehenen Münzen trugen auf der Wertseite die Abkürzung F.S.W.U.E.O.V.M für „Fürstlich Sachsen-Weimar- und Eisenachische Obervormundschaftliche Landesmünze“. Die Verwendung des eigenen Monogramms auf den Kleinmünzen und vor allem des eigenen Porträts auf den Kurantmünzen lässt darauf schließen, dass Anna Amalia nicht nur mit Stellvertretungsabsicht, sondern auch mit eigenem Gestaltungsanspruch das Amt ausübte. Als Regentin hatte sie gegen die Beharrungskraft von Räten und Landständen zu kämpfen, gegen die sie sich, als die Volljährigkeit des Erbprinzen nahte, immer weniger durchsetzen konnte. Sie startete Reformansätze in Justiz, Policey (Sozial- und Ordnungspolitik) und Bildungswesen, diese blieben aber unvollendet. Als Anna Amalia am 3. September 1775 die Regierung an ihren Sohn Carl August übergab, waren die Staatsfinanzen durch den Siebenjährigen Krieg und eine aufwändige Hofhaltung zerrüttet. Doch nicht mit allen Reformbemühungen ist Anna Amalia gescheitert. Unter ihrer Regentschaft wurde die Stadtbefestigung weitestgehend abgebrochen, da diese modernen Waffen ohnehin nicht mehr gewachsen war. Die Steine wurden zum Wohnungsbau verwendet. So verschwanden die Stadttore, die Stadtmauern und Türme bis auf Reste wie den Kasseturm, die Stadtmauer am oberen Graben am Kasseturm und den sog. Stadtturm, der zum Magazinturm der Bibliothek werden sollte. So wurde Raum geschaffen für eine Stadterweiterung und zudem öffnete sich die Stadt nach außen. Das war sicher auch den schweren Folgen des Siebenjährigen Krieges geschuldet, was Anna Amalia zu dem Schritt veranlasste und den sie gegen den Widerstand der Stadt durchsetzte. Gegen den Widerstand der Hofkreise berief sie zudem Goethe nach Weimar, was wiederum für Weimar und darüber hinaus ein neues Zeitalter einläutete. Goethe seinerseits brachte schließlich Ordnung in die Staatsfinanzen.
Das Verhältnis der ‚Obrigkeit’ zu den ‚Untertanen’ war durch wohlmeinende „Beglückungsmaßnahmen“, die der traditionellen Lebenswelt der Bevölkerung fremd blieben, gespannt. Dies zeigte sich nicht zuletzt in dem bürgerkriegsähnlichen Tumult um den sogenannten „Hebammengroschen“. Diese Abgabe sollte die Ausbildung von Hebammen sichern und ein Geburtshaus finanzieren, das der Bevölkerung aber als unschicklich galt. Am Tag nach den Unruhen, am 6. Mai 1774, brannte das Weimarer Schloss. Die Bürger der Stadt wurden in die Untersuchungen zum Schlossbrand einbezogen und zu Denunziationen aufgerufen.

### Erziehung der Söhne

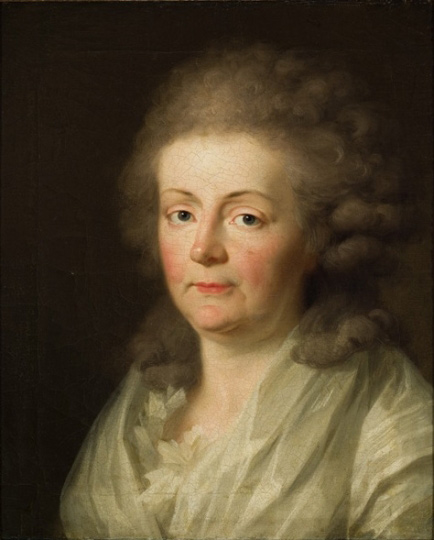
Herzogin Anna Amalia von Sachsen-Weimar und Eisenach, geb. Prinzessin von Braunschweig-Wolfenbüttel, Gemälde von Johann Friedrich August Tischbein, 1795, Gleimhaus Halberstadt

Für die Erziehung der beiden Prinzen war der Graf Johann Eustach von Schlitz genannt Görtz zuständig sowie weitere Prinzenlehrer. Obgleich Anna Amalia ihn selbst für das Amt des Prinzenerziehers vorgeschlagen hatte, blieb das Verhältnis zwischen ihm und der Herzogin stets von Misstrauen geprägt. Anna Amalia befürchtete, Görtz wolle ihr ihre Söhne entfremden. 1772 holte sie den Dichter Christoph Martin Wieland in die Gruppe der Prinzenlehrer. In dem angesehenen Schriftsteller hoffte sie einen Verbündeten gegen Görtz zu gewinnen. Wieland und Görtz buhlten beide um die Gunst Carl Augusts, des baldigen Herzogs, um ihre eigene Position zu sichern. Kurz vor dem Ende seiner Amtszeit entließ Anna Amalia den Prinzenerzieher, während Wieland in Weimar blieb und der Herzogsmutter als Gesellschafter und Berater in literarischen Fragen diente.

### Standesgemäßer Umgang
Während der Regentschaft stand die Herzogin stets im Zentrum der Aufmerksamkeit der engeren, adligen Hofgesellschaft. Gelegentlich bereicherten auswärtige Gäste das Hofleben, die die Maskenbälle und die Vorführungen des – 1774 aufgelösten – Hoftheaters besuchten. Ihr gelang es, die Schauspiel-Gesellschaft des Abel Seyler zu engagieren, die zu dieser Zeit als die beste Theatergesellschaft in Deutschland galt. Die Gesellschaft wurde nach dem Schlossbrand entlassen. Seit dem Schlossbrand führte Anna Amalia eine separate Witwenhofhaltung in ihrem Stadtpalais, in den Sommermonaten (seit 1781) im nahen Tiefurter Kammergutpächterhaus. Wenn Militärs, Künstler und Wissenschaftler am Hof des Herzogs gastierten, machten diese häufig auch seiner Mutter die Aufwartung. Nach 1775 integrierte Anna Amalia zunehmend Bürgerliche in die geselligen Unterhaltungsformen, jedoch fast ausschließlich männliche Künstler und Gelehrte, die in der Regel nicht dem Weimarer Stadtbürgertum entstammten, wie etwa den ehemaligen Prinzenlehrer Christoph Martin Wieland, den Schriftsteller und Illuminaten Johann Joachim Christoph Bode, den Leipziger Kunstprofessor Adam Friedrich Oeser, den Maler Georg Melchior Kraus oder den Altertumskenner Karl August Böttiger. Die Frauen, die Anna Amalia einlud, waren vor allem Niederadlige. Sie waren entweder mit Männern verheiratet, die in auswärtigen Hof- und Militärdiensten standen, lebten von ihnen getrennt eine Zeit in Weimar oder ließen sich als Witwen dauerhaft dort nieder. Ihr Briefwechsel diente der Herzogin dazu, sich in künstlerischen Moden, gesellschaftlichen Entwicklungen und politischen Ereignissen auf der Höhe der Zeit zu präsentieren.

### Höfische Geselligkeit
Inhalte und Formen der Geselligkeit, die Anna Amalia ausrichtete, wandelten sich über die Jahrzehnte – Feste, Bälle und Redouten (Maskenbälle), Vorleserunden, Theateraufführungen, Konzerte und Kammermusiken sowie Vorträge und Vorführungen. Für die betriebsame Phase des Liebhabertheaters (1776–1780) bildete die Hofhaltung der Herzogsmutter das gesellig-kunstliebhabende Zentrum des Weimarer Gesamthofs. Diese Position als Zentralperson der Geselligkeit konnte Anna Amalia jedoch nicht aufrechterhalten, da sich das Interesse des Hofes immer mehr dem regierenden Herzogspaar, Carl August und seiner Frau Luise, zuwandte. Nach 1790 überwachten Herzog Carl August und Goethe die Geselligkeitsformen und Unterhaltungsmedien am Hof zunehmend. Die dilettierende Herzogsmutter schlossen sie von diesen Aktivitäten aus. Anna Amalia distanzierte sich daraufhin von Goethes (und Schillers) Bestreben, sich in Weimar als ästhetische Überwachungsinstanzen zu etablieren.
Anna Amalia initiierte 1781, kurz nachdem ihr Onkel Friedrich der Große ein Pamphlet über die deutsche Literatur veröffentlicht hatte, das Journal von Tiefurt. Es erschien in einer privaten, handschriftlich vervielfältigten Auflage in 49 Ausgaben in den Jahren 1781 bis 1784. Die Weimarer literarische Gesellschaft um Goethe sowie Anna Amalia selbst und andere Weimarer Damen beteiligten sich daran schriftstellerisch.

### Kunstliebhaberei und Italienaufenthalt

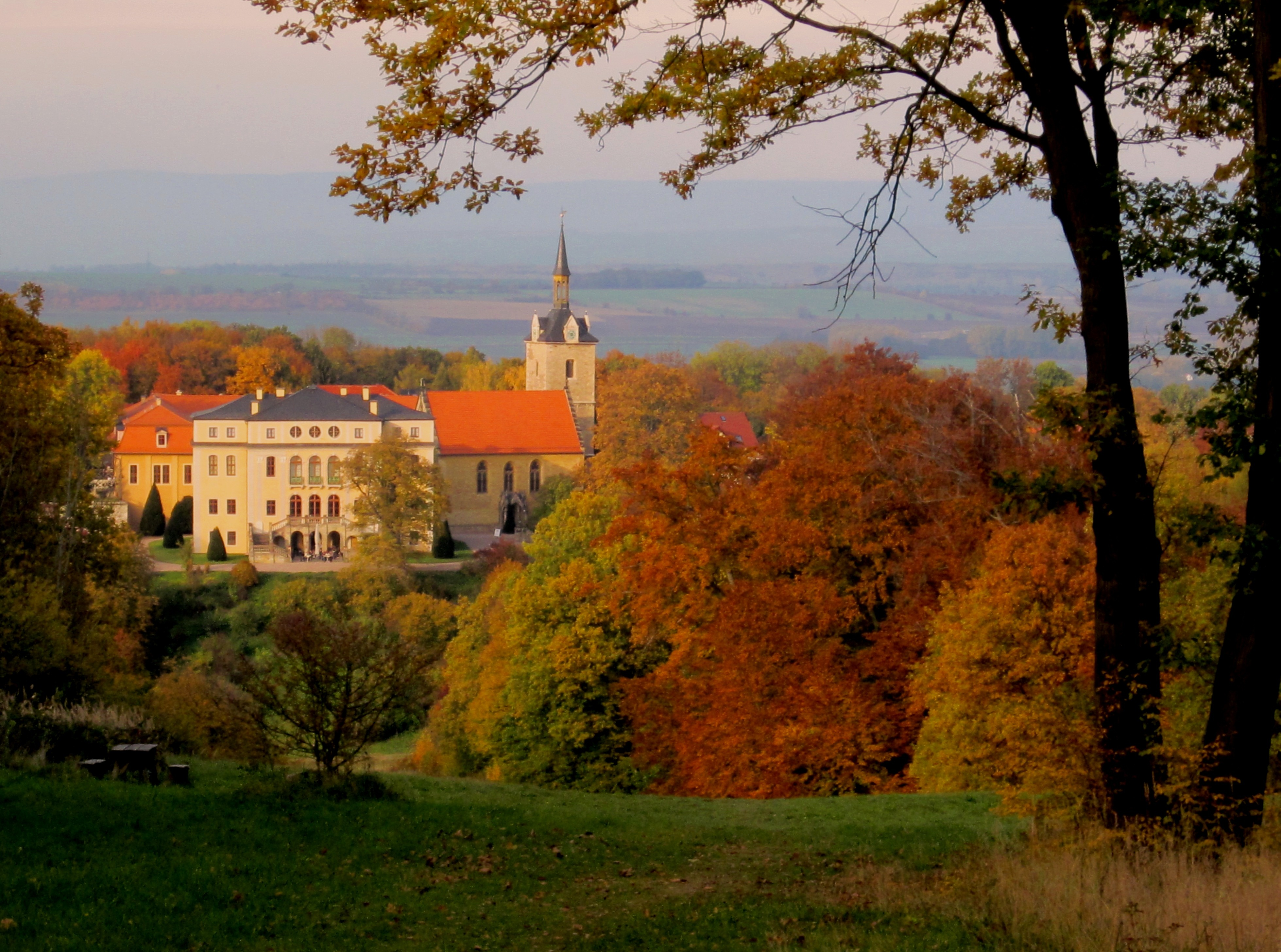
Schloss und Park Ettersburg

Goethes und Schillers Klassizismus-Konzept setzte die Herzogin das gesellige Ideal „sinnlicher“ Bildung entgegen – sie wollte in erster Linie ihre Fähigkeiten erweitern, ästhetische Eindrücke genießen und sich dabei unterhalten. Bezeichnenderweise fand die von Goethe initiierte „Freitagsgesellschaft“ mit gelehrten Vorträgen nur etwa ein halbes Jahr (Herbst 1791/Frühjahr 1792) im Stadtpalais der Herzogin statt, bevor sie in Goethes Wohnhaus am Frauenplan „umzog“. Anna Amalia zog sich auf ihre eigene Hofhaltung zurück, die sie und ihre Günstlinge zum Zufluchtsort der Musen stilisierten, an dem sie sich unbeschwert der Kunstliebhaberei hingeben konnten, fernab der politischen Wirren und Kriege der 1790er und 1800er Jahre. Im Sommer scharte sie die befreundeten Geistesgrößen auf Schloss Ettersburg um sich. Anna Amalias persönliche Interessen variierten: Sie nahm Zeichenunterricht bei Georg Melchior Kraus, lernte Englisch, Italienisch und Griechisch und verfasste einige kleine literarische Manuskripte.
Die wichtigsten Künste für Anna Amalias persönliche Kunstliebhaberei und die Geselligkeit ihres Hofes waren aber Musik und Musiktheater. Die Herzogin bedauerte, dass Weimar hierin gegenüber den künstlerischen Zentren des Reichs relativ abgekoppelt war. Diese fehlende persönliche Erfahrung suchte sie vor allem in Italien aufzuholen. Die Jahre 1788 bis 1790 verbrachte sie in Rom (in der Villa Malta) und Neapel, was für eine verwitwete protestantische Fürstin sehr ungewöhnlich war. Dort erfreute sich Anna Amalia an Natur, Künsten und Sehenswürdigkeiten, führte eine musikalische Académie (Salon) und genoss eine geheime Freundschaft zu Giuseppe Capecelatro, dem Erzbischof von Tarent. Ihr Reiseprogramm und ihre Unterkünfte hatten Goethe und Johann Friedrich Reiffenstein von Rom aus organisiert. Um 1790 soll sie die als „italienische Guitarre“ bezeichnete Spanische Gitarre nach Deutschland gebracht haben.

### Mäzenin im höfischen Gunstsystem
Zu ausgreifenden mäzenatischen Ambitionen fehlten Anna Amalia die finanziellen Möglichkeiten, wie eine Auswertung ihrer Schatullrechnungen zeigte. ‚Aufgeklärt’ war Anna Amalia insofern, als sie stets auch nach Außenwirkung zielte, wo sie informiert und aktuell erschien – vor einem breiten, auch nicht-höfischen Publikum. So offen sie sich auch mit neuen Ideen auseinandersetzte, so treu blieb sie dem dynastischen Denken, in dem sie aufgewachsen war. Auch wenn sie an ihrer Witwenhofhaltung kein Zeremoniell einzuhalten brauchte, achtete sie stets auf Etikette und wohlanständiges Verhalten. Selbst wenn ihr die höfischen Normen manchmal zu eng erschienen, so beherrschte sie doch das höfische System von Gunsterweisung und Huldentzug. Ihren jüngeren Sohn Constantin, der zuerst eine deutsche Niederadlige und dann eine französische Bürgerliche heiraten wollte, verwies sie in standesgemäße Bahnen.

### Tod und Grablege
Anna Amalia starb am 10. April 1807 nach kurzer Krankheit im Wittumspalais in Weimar. Dort wurde sie im großen Festsaal, der zu diesem Anlass mit schwarzem Stoff ausgeschlagen wurde, aufgebahrt, so dass sich die Bevölkerung von ihrer ehemaligen Herzogin und Herzoginmutter verabschieden konnte. Goethe selbst verfasste einen Nachruf zu ihrem Tod.
Anna Amalia wurde auf eigenen Wunsch hin in der Stadtkirche von Weimar bestattet. In die von ihrem Sohn Karl August in Auftrag gegebene, 1828 fertiggestellte Fürstengruft wurde sie, im Gegensatz zu vorangegangenen Herzögen, nicht überführt.

## Bibliothek der Anna Amalia
Die Anna-Amalia-Bibliothek war eine der ersten öffentlich zugänglichen Fürstenbibliotheken in Deutschland. Nach einer Vorgeschichte, die bis ins Jahr 1552 zurückreicht, begann 1691 unter Herzog Wilhelm Ernst von Sachsen-Weimar der zielgerichtete Ausbau der Herzoglichen Bibliothek. Zunächst war sie in drei Räumen des Residenzschlosses untergebracht. 1766 ließ Anna Amalia das Grüne Schlösschen zur Bibliothek umbauen. Der aktuelle Bestand umfasst etwa 1 Million Bände, darunter ca. 200.000 aus der Zeit vor 1850.
Innerhalb der sogenannten Herzogin Anna Amalia Bibliothek (auch Thüringische Landesbibliothek) gehört heute mit rund 5000 Bänden die private Bibliothek der Herzogin zu den größten privaten Büchersammlungen deutscher Fürstinnen des 18. Jahrhunderts. Die Büchersammlung stellte zunächst, wie damals unter Fürstinnen üblich, europäische Literatur in französischer Sprache dar, jedoch zeigt der Katalog ab 1776 eine „entschiedene Wende zu deutscher Literatur und Übersetzungen ins Deutsche. Die sich seit den siebziger Jahren des 18. Jahrhunderts anzeigende Besinnung auf deutsche Sprache und Tradition hat Anna Amalia im Gegensatz zu anderen deutschen Kleinhöfen mitvollzogen“. (Bärbel Raschke)
Wie Raschke feststellt, enthält die Bibliothek neben den französischen Klassikern und den Schriften u. a. Voltaires, Wolffs, John Lockes und Kants auch die Werke Shakespeares und „überraschend viel Literatur von Frauen, über Frauen und für Frauen“. Außerdem besaß sie mehrere französische und englische Literaturgeschichten sowie die zehnbändige europäische Frauenliteraturgeschichte von der Antike bis in die Gegenwart Parnasse des Dames von Louis-Édme Billardon de Sauvigny (1736–1812). Dazu passt es, dass sich in ihrer Sammlung auch Exemplare profemininer Verteidigungsschriften der Querelle des femmes befinden.

## Musikalische Werke

### Musiktheoretisch
- Musiktheoretisches Lehrwerk. 100-seitige Schrift, Ms. (Titel von fremder Hand)
- Gedanken zur Musik. Ms.[13]

### Kompositionen
Die Herzogin besaß in der Musik Kennerschaft und hinterließ folgende musikalische Kompositionen (wenn nicht anders angegeben Thüringische Landesbibliothek, Mss. dort Brandverlust, einiges als Neudruck erhalten):
- Sinfonia a due Oboi, due Flauti, due Violini, Viola e Basso di Amalija. 1765.
- Oratorium (dreiteilig) (1768) (??)
- Vertonung von Goethes Singspiel Erwin und Elmire (1776), gedruckt Leipzig 1921.
- Vertonung von Goethes Das Jahrmarktsfest zu Plundersweilern: Ein Schönbartspiel. Zusammen mit Carl Friedrich Sigismund von Seckendorff (1778)
- Sonatina per il Cembalo obligato, Corno Primo, Corno Secondo, Oboe Primo, Oboe Secondo, Flauto Primo, Flauto Secondo, Viola e Basso, di Amalia. [~ 1780 nach Christine Fornoff]
- Divertimento B-Dur per il Pianoforte, Clarinetto, Viola und Violoncello. [Ms ~ 1790 nach Christine Fornoff]. Verlag Amadeus, 1992.
- Autorschaft nicht abgesichert: Partita [Sinfonia D-Dur für Bläser und Streicher]. Sächsische Landesbibliothek

Zudem unternahm sie in der Musik große mäzenatische Anstrengungen. Die von ihr unterstützten Musiker – unter anderem Charlotte von Stein – wurden nicht weitherum bekannt, belebten aber die Geselligkeit an ihrem Hofe.

## Rezeption
Die 1764 gegründete Loge Anna Amalia zu den drei Rosen ist ihr gewidmet.
Anschließend an Goethes Nekrolog (1807) – er verfasste auch ihre Grabinschrift „Erhabenes verehrend, Schönes genießend, Gutes wirkend“ – hat die landes- und literaturgeschichtliche Forschung des 19. und 20. Jahrhunderts Anna Amalia zum Musterbild einer aufgeklärten Mäzenin und zur Begründerin eines überregional bedeutenden „Musenhofs“ überhöht. Anna Amalia stellte 1772 als Regentin Wieland als einen der Lehrer ihrer Prinzen ein – die späteren Berufungen Goethes, Herders und Schillers nach Weimar gehen nicht auf sie zurück. In Goethes Berufung (1776) durch Herzog Carl August schaltete sich Anna Amalia vor allem ein, um den Rücktritt des Geheimen Rats Jakob Friedrich von Fritsch, des wichtigsten Ministers während ihrer Regentschaftsperiode, zu verhindern.
Die identifikatorische Einbettung Anna Amalias in eine ‚nationale Mission‘ Weimars lebte in den 1990er Jahren auf, als die ehemalige (groß-)herzogliche Bibliothek in Weimar nach der Herzogin benannt wurde. Das neue nüchterne Bild, das anhand einer Auswertung ihres Briefwechsels und ihrer Schatullrechnungen gewonnen wurde (u. a. Berger 2003), setzt sich in der populären Weimar-Literatur jedoch erst langsam durch. In der kulturgeschichtlichen Forschung wird der Begriff „Musenhof“ hingegen kaum noch verwendet.
In seinem Aufsehen erregenden Buch Goethe und Anna Amalia – Eine verbotene Liebe behauptet Ettore Ghibellino, zwischen Anna Amalia und Goethe habe es eine „Affäre“ gegeben. Diese These wird jedoch von der Mehrheit der Fachleute abgelehnt.